# Cala del Racó dels Homes
La cala del Racó dels Homes és una petita platja pedregosa del municipi de Calonge i Sant Antoni (Baix Empordà). Rodejada de penya-segats i de vegetació, està situada darrera de la torre Valentina, separada per un escull o petit espigó natural, de la cala del Racó de les Dones. Orientada a l'est, té una longitud de 40 m i està formada per còdols i roques, tot i que la meitat de la dreta és rocallosa. Davant de la cala hi ha un illot, la Roca Grossa, al que s'hi arriba fàcilment nedant. S'hi accedeix pel camí de ronda que ve de Sant Antoni de Calonge.
El nom de la cala prové del fet que durant molts anys el batlle va prohibir que persones dels dos sexes es banyessin juntes. L'escull que hi ha entre les dues cales permetia complir el precepte sense que els homes i les dones s'haguessin d'allunyar gaire els uns dels altres.